# Pedigree
Pedigree (укр. Пе́дігрі) — торгова марка кормів для собак, що випускаються американською компанією Mars в її підрозділі Masterfoods. Рекламний слоган — «Просто ми дійсно любимо собак» або «Ми існуємо для собак» (англ. We are for dogs).
Слово pedigree (породистий, племінний) походить від старофранцузького pie de grue (нога журавля), натякаючи на лінії, що розходяться в генеалогічному дереві. Pedigree pal означає досл. «породистий друг».